# Festival international du film de Moscou 2025
Le Festival international du film de Moscou 2025 (russe : Московский международный кинофестиваль 2025), 47e édition du festival, se déroule du 17 au 24 avril 2025,.

## Déroulement et faits marquants
Le réalisateur russe Nikita Mikhalkov est le président du festival. Le producteur espagnol Luis Miñarro est le président du jury principal. Le film d'ouverture est Il n'était pas sur les listes et le film de clôture Lo que quisimos ser,. Le 17 avril 2025, la cérémonie d'ouverture s'est déroulée au cinéma Rossia, animée par l'acteur Alexeï Gouskov,. Le 24 avril, la cérémonie de clôture s'est également déroulée au cinéma Rossia. Le Saint-Georges d'or du meilleur film est décerné au film indien Ha Lyngkha Bneng (litt. « Les Champs élysées »), réalisé par Pradip Kurbah (en),.

## Jury

### Compétition principale
- Luis Miñarro (président du jury), producteur espagnol
- Bushra (ar) : actrice égyptienne
- Cornel Gheorghiță, réalisateur et scénariste roumain
- Alexeï Alexeïevitch Guerman, réalisateur et scénariste russe
- John Robinson, acteur américain
- Mariana Spivak, actrice russe

### Compétition de documentaires
- Peter Kuznick, professeur, écrivain et militant américain
- Bruno Jorge, réalisateur, monteur et chef opérateur brésilien
- Irina Ouralskaïa, réalisatrice et chef opératrice russe

### Compétition de courts métrages
- Erkan Kolçak Köstendil (tr) (président du jury), acteur, réalisateur et scénariste turc
- Fabio Massa, acteur italien
- Ioulia Khlynina, actrice russe

### Compétition des Premières russes
- Vladimir Grammatikov (président du jury), acteur, réalisateur et scénariste russe
- Anna Matisson, réalisatrice, scénariste et dramaturge russe
- Sergueï Titinkov (ru), producteur, responsable des médias, directeur de production de Pervy Kanal

### JuryNETPAC
- Premendra Mazumder (en) (président du jury), critique, journaliste et écrivain indien
- Andronika Martonova, spécialiste du cinéma, critique et professeure bulgare
- Sardana Savvina, productrice, historienne de cinéma et titulaire d'une maîtrise ès arts russe

### Jury des critiques de cinéma russes
- Maria Bezenkova
- Veronika Sarkissova
- Temina Touaïeva
- Ioulia Oustyougova
- Aleksandr Khort

## Sélection

### Compétition principale
- Il nibbio d'Alessandro Tonda  Italie
- Demsala Nan d'Anvar Hassanpour et Emeer Hassanpour  Turquie  États-Unis
- Deux dans une vie, sans compter le chien (Двое в одной жизни, не считая собаки) d'Andreï Zaïtsev  Russie
- Moghwasom pineun nal (목화솜 피는 날) de Shin Kyung-soo (ko)  Corée du Sud
- Por tu bien d'Axel Monsú  Argentine
- Casa en flames de Dani de la Orden  Espagne
- Èvakouatsia (Эвакуация) de Farkhat Charipov  Kazakhstan
- Balinanin Bilgisi d'Önder Şengül  Turquie
- Pensamiento lateral de Mariano Hueter  Argentine
- La Planète (Планета) de Mikhaïl Arkhipov  Russie
- Le Bonheur familial (Семейное счастье) de Stassia Tolstaïa  Russie
- Mastul (মাস্তুল) de Mohammad Nuruzzaman  Bangladesh  Pays-Bas  Allemagne
- Ha Lyngkha Bneng de Pradip Kurbah (en)  Inde

### Premières russes
- Là-bas (ru) (Туда) d'Ivan Petoukhov
- Légendes de nos ancêtres (Легенды наших предков) d'Ivan Sosnine
- Le Facteur (Почтарь) d'Andreï Razenkov
- Avril sans fin (Бесконечный апрель) d'Anton Boutakov
- Bonjour au mari (Мужу привет) d'Anton Maslov (ru)
- Les Imposteurs (Самозванцы) de Maria Reizen
- Les Loups (Волки) de Mikhaïl Kolonakov[2]

### Film d'ouverture
- Il n'était pas sur les listes (В списках не значился) de Sergueï Korotaïev  Russie

### Film de clôture
- Lo que quisimos ser d'Alejandro Agresti  Argentine

### Rétrospectives
- 1931 : Le Chemin de la vie (Путёвка в жизнь) de Nikolaï Ekk
- 1956 : Un long chemin (Долгий путь) de Leonid Gaïdaï
- 1958 : Il n'y aura pas de départ aujourd'hui (Сегодня увольнения не будет) d'Andreï Tarkovski et Alexandre Gordon
- 1968 : Intervention (Интервенция) de Guennadi Poloka
- 1969 : L'Ancienne connaissance (ru) (Старый знакомый) d'Igor Ilinski et Arkadi Koltsaty (ru)
- 1970 : Une journée tranquille à la fin de la guerre (Спокойный день в конце войны) de Nikita Mikhalkov
- 1973 : Dix-sept Moments de printemps (Семнадцать мгновений весны) de Tatiana Lioznova
- 1987 : Kond (Конд) de Haroutioun Khatchatrian
- 1988 : La Ville blanche (Белый город) de Haroutioun Khatchatrian
- 1991 : Retour à la Terre promise (hy) (Возвращение на землю обетованную) de Haroutioun Khatchatrian
- 2008 : La Confrontation (Очная ставка) d'Igor Khomski

## Palmarès

### Compétition principale
- Grand Prix : Ha Lyngkha Bneng de Pradip Kurbah (en)
- Prix spécial du jury : Èvakouatsia de Farkhat Charipov
- Prix du meilleur réalisateur : Pradip Kurbah (en)  pour Ha Lyngkha Bneng
- Prix de la meilleure actrice : María Rodríguez Soto pour son rôle dans Casa en flames
- Prix du meilleur acteur : Ievgueni Tsyganov pour son rôle dans Le Bonheur familial (Семейное счастье)
- Compétition des 'Premières russes' : Bonjour au mari (Мужу привет) d'Anton Maslov (ru)
- Prix du public : Deux dans une vie, sans compter le chien (Двое в одной жизни, не считая собаки) d'Andreï Zaïtsev

### Prix spécial
- Prix Stanislavski : Vladimir Machkov